# Justin Knapp
Justin Anthony Knapp (* 18. listopadu 1982), známý také pod svou přezdívkou Koavf, je americký wikipedista, který jako první přispěl více než milionem editací na Wikipedii. K září 2021 provedl Knapp na anglické Wikipedii více než 2,1 milionu editací. Od 18. dubna 2012 do 1. listopadu 2015 byl na prvním místě mezi nejaktivnějšími přispěvateli anglické Wikipedie všech dob

## Vzdělání
Knapp navštěvoval Covenant Christian High School, kam se zapsal v roce 1997. Vystudoval filozofii a politologii na Indiana University-Purdue University Indianapolis.